# デルメンホルスト
デルメンホルスト（Delmenhorst）はドイツ連邦共和国の都市。ニーダーザクセン州に属する。人口は約7万6千人（2005年）。

## 地勢・産業
デルメ川沿いに位置する工業都市。近隣の都市としては、約10キロ東にブレーメン、30キロ北西にオルデンブルクなどが挙げられる。

## 歴史
13世紀よりオルデンブルク伯（15世紀よりデンマーク王）の支配下におかれた。1254年、初めてデルメンホルストの名が史料上に現れる。1371年、都市特権を獲得した。 一時期はブレーメン大司教領、ミュンスター司教領などの統治下に置かれ、ナポレオン戦争期にはフランスに支配されたこともあったが、総じてオルデンブルク伯（のちオルデンブルク公）の下にあった。

## 有名な出身者
- フォルカー・ヴィーカー - 軍人
- イヴァン・ブロッホ - 皮膚科医

## 姉妹都市
- - アロンヌ、フランス
- - ボリソグレブスク、ロシア
- - エーベルスヴァルデ、ドイツ
- - コルディング、デンマーク
- - ルブリン、ポーランド
- - トレド (オハイオ州)、アメリカ合衆国

## 引用
1. ↑  Landesamt für Statistik Niedersachsen, LSN-Online Regionaldatenbank, Tabelle A100001G: Fortschreibung des Bevölkerungsstandes, Stand 31. Dezember 2023